# Vito Piccinonna
Vito Piccinonna (ur. 1 czerwca 1977 w Palombaio) – włoski duchowny katolicki, biskup Rieti od 2023.

## Życiorys
Święcenia kapłańskie otrzymał 3 września 2002 i został inkardynowany do archidiecezji Bari-Bitonto. Był m.in. ojcem duchownym w archidiecezjalnym seminarium, diecezjalnym i krajowym asystentem młodzieżowej sekcji Akcji Katolickiej, dyrektorem kurialnego wydziału ds. dzieł miłosierdzia oraz wikariuszem biskupim.
18 listopada 2022 papież Franciszek mianował go ordynariuszem diecezji Rieti. Sakry udzielił mu 21 stycznia 2023 metropolita Bari – arcybiskup Giuseppe Satriano.